# Devon (dopływ Forth)
Devon (ang. River Devon) – rzeka w środkowej Szkocji, na terenie hrabstw Clackmannanshire, Perth and Kinross i Stirling, lewostronny dopływ rzeki Forth.
Rzeka ma swoje źródła na terenie wzgórz Ochill. W górnym biegu płynie w kierunku wschodnim, następnie południowo-wschodnim, dnem doliny Glen Devon. Przegrodzona jest trzema zaporami wodnymi, tworzącymi sztuczne zbiorniki wodne Upper Glendevon, Lower Glendevon i Castlehill. W pobliżu miejscowości Crook of Devon skręca na zachód. Płynie wzdłuż podnóża wzgórz Ochill, od południa opływając miejscowości Dollar, Tillicoultry, Alva i Menstrie. Na zachód od Tullibody uchodzi do rzeki Forth, wcześniej skręcając na południe.